# Тукарам
Тукарам (маратхі:तुकाराम, 1577, 1598, 1608 —1649 або 1650) — маратхський поет, філософ, соціальний реформатор часів династії Шиваджі.

## Життєпис
Походив з родини середнього статку. Щодо року народження існують суттєві розбіжності. Називають 1577, 1598, 1608 роки. Точно знано лише про місце народження — м. Деху, поблизу Пуни у сучасній Махараштрі. При народженні отримав ім'я Аамбіле. Замолоду багато подорожував. В цей період стає учнем гуру (вчителя) Бабаджі Чайтан'ї. Незабаром схиляється до культу Вітхоби (однієї з форм Вішну). Легенда свідчить, що, почувши у сні заклик Вішну, Тукарам пішов від світу. Жебраком, бездомним, напівголодним, він мандрував по країні. Водночас на нього справив вплив один з видів соціально-релігійного руху бгакті — секта Варнарі.
Після багатьох мандрівок Тукарам оселився у відокремленій оселі, вів життя аскета, співав гімни Вішну і проповідував людям свою правду. Сила поетичної проповіді Тукарама була така велика, що спонукала Шиваджі стати його учнем. Однак на намір магараджі зректися корони та світу Тукарам відповів: «Володар! Я знаю, ти хочеш зректися царського дому і сім'ї. Ти прагнеш вирушити до лісу і вести життя бгакта. Чи смію я сказати, що є на світі борг прекрасніше, ніж споглядання, — то борг кшатрія! Виконай же його. Повернися в свій царський будинок, служи своєму народові!»
Помер Тукарам у своєму рідному місті. Стосовно року його смерті також є розбіжності: або 1649, або 1650 року.

## Філософія
Важливішим завданням людини, на думку Тукарама, є спасіння душі. Він вчив: «Будь другом світу звірів! Та не мордуй їх! Не їж їх м'ясо. Дивись на них очима любові і усвідом, що вони твої брати в єдиному поклонінні Всесвіту», «Будь чистий від похоті, володій своїми почуттями, співай Його Ім'я, служи тим, хто страждає, вчись у малих цих».
Тукарам оспівав радість з'єднання з Богом, а не страх перед гнівом його, зберігши почуття тієї інтимної співпричетності потойбічного, яким володіли тільки ранні бгакти.
Водночас бачив у Шиваджі «слугу божого і народного», благаючи царя зберегти душу недоторканою в чорний вік, коли люди забули Бога.

## Поезія
Тукарам був продовжувачем поетичної традиції маратхі, початок якій поклав Намдев. Тукарам співав свої поеми-абхангі (вірші, складені на простонародній, розмовній мові, без ніяких формальних жанрових обмежень), звернені до Вішну. Він є автором збірники з 4500 поем, а також «Мантра-гіти» — перекладу з санскриту на маратхі «Бхагавад-гіти» у дусі традиції бгакті. Композиції Тукарама увійшли у священну книгу сикхів — «Гуру Грантх Сахіб».
При всьому своєму самозануренні в містичне споглядання поезія Тукарама не втратила зв'язку з дійсністю, відчуття якої було у нього загостреним і точним. Він засуджував вади свого часу: "На жаль! Настали чорні дні. Чесноти зникли. Бога забули. Віряни відреклися від релігії. Люди стали підлесниками. Щирість залишила країну. Тука каже: «О Боже! Навіщо Ти відступився від свого народу? Поспішай, поспішай до нас без зволікання!»